# Haarlem105
Haarlem105 is de (publieke) omroep van Haarlem en Heemstede. De eigenaar van de zendlicentie is Stichting Lokale Omroep Haarlem (SLOH). Met een team van vrijwilligers maakt Haarlem105 op tv, radio en internet dagelijkse nieuwsuitzendingen, nieuwsberichten en sportuitzendingen.
4 september 1987 is Haarlem105 begonnen uit te zenden met de naam Station Haarlem. Omdat deze naam leidde tot verwarring en de omroep veel telefoonoproepen ontving van mensen die informeerden naar treintijden, werd de naam veranderd naar Haarlem105.
De televisieafdeling van Haarlem105 onderhoudt een kabelkrant. Ook verzorgt zij de programma's Sound of Haarlem, met aandacht voor Haarlemse artiesten en het 023 Weekoverzicht, een wekelijks nieuwsoverzicht. Jaarlijks maakt Haarlem105 tv-specials over onder andere Bevrijdingspop en het Bloemencorso.
Op 11 oktober 2012 behaalt Haarlem105 het Guinness Book of Records met het wereldrecord radiomaken in de categorie "Muziekprogramma, team presentatie". Remco Rhee en Wessel van Opstal presenteren 80 uur lang onafgebroken en verbeteren daarmee het oude record van 73 uur dat op naam van Kiss FM uit Berlijn stond.
In december 2012 startte Haarlem105 met een glazen huis voor de landelijke 3FM-actie Serious Request in winkelcentrum Schalkwijk. In dat jaar haalde de lokale omroep €12.701,- op. Een jaar in 2013 later stond er opnieuw een glazen huis in het winkelcentrum. Dat jaar stond het eindbedrag op €13.500,- voor het Rode Kruis.
Sinds 2014 is Haarlem105 ook de lokale omroep van Heemstede. Haarlem105 behoudt zijn naam, maar gaat zich ook richten op nieuws en cultuur uit Heemstede.